# Рашид Сумайла
Рашид Сумайла (англ. Rashid Sumaila, нар. 18 грудня 1992, Кейп-Коаст) — ганський футболіст, захисник клубу «Мамелоді Сандаунз» та національної збірної Гани.

## Клубна кар'єра
Народився 18 грудня 1992 року в місті Капе-Коаст. Вихованець футбольної школи клубу «Ебусуа Дварфс». Дорослу футбольну кар'єру розпочав 2010 року в основній команді того ж клубу, в якій провів два сезони.
Своєю грою за цю команду привернув увагу представників тренерського штабу клубу «Асанте Котоко», до складу якого приєднався 2012 року. Відіграв за кумасійський клуб наступний сезон своєї ігрової кар'єри.
До складу південноафриканського «Мамелоді Сандаунз» перейшов 2013 року. 

## Виступи за збірні
2011 року залучався до складу молодіжної збірної Гани. На молодіжному рівні зіграв у 6 офіційних матчах.
2012 року дебютував в офіційних матчах у складі національної збірної Гани. Наразі провів у формі головної команди країни 6 матчів.

## Досягнення
- Чемпіон Гани (1):

Асанте Котоко: 2012-13
- Володар Суперкубка Гани (2):

Асанте Котоко: 2012, 2013
- Чемпіон ПАР (1):

Мамелоді Сандаунз: 2013-14
- Чемпіон Кувейту (1):

Аль-Кадісія: 2015-16
- Володар Кубка Еміра Кувейту (1):

Аль-Кадісія: 2014-15
- Володар Кубка наслідного принца Кувейту (1):

Аль-Кадісія: 2017-18
- Чемпіон Сербії (1):

Црвена Звезда: 2018-19
Збірні
- Переможець Всеафриканських ігор: 2011